# Хюрсюля
Хю́рсюля (карел. Hyrsylä) — деревня в составе Вешкельского сельского поселения Суоярвского района Республики Карелия.

## Общие сведения
Расположена на северном берегу озера Хюрсюляярви.

## Население
| 2002 | 2009 | 2010 | 2013 |
| ---- | ---- | ---- | ---- |
| 2    | ↘1   | →1   | →1   |